# Trespoux-Rassiels
Trespoux-Rassiels là một xã thuộc tỉnh Lot trong vùng Occitanie phía tây nam nước Pháp. Xã này nằm ở khu vực có độ cao trung bình 296 mét trên mực nước biển.